# 老湾回族乡
老湾回族乡是中华人民共和国湖北省荆州市洪湖市下辖的一个民族乡。

## 行政区划
老湾回族乡下辖以下村级行政区划单位：
老湾街道社区、兴隆村、丰垸村、珂理村、和平村、沙洲村、六合村、石桥村、北河村、老湾村和柴民村。